# 川又咲紀
川又 咲紀（かわまた さき、1996年4月28日 - 、旧姓表記：里見 咲紀〈さとみ さき〉）は、日本将棋連盟（関西本部）所属の女流棋士、YouTuber。森雞二九段門下。女流棋士番号は56。島根県出雲市出身。つくば開成高等学校卒。同じく女流棋士の福間香奈は実姉。

## 棋歴

### 女流プロ入りまで
兄と姉（香奈）の影響を受けて将棋を始める。
2010年、第4期マイナビ女子オープンでチャレンジマッチを突破して予選進出を果たす。2011年8月21日の第3回中学生女子名人戦では3位となった。
2012年7月に関西研修会に入会（E1クラス）。しかし、入会後すぐ壁に当たり、全然勝てないまま半年が過ぎ、落ち込んだ末に一度研修会と決別した。高校2年になって将棋以外の進路を探したが、どれもしっくりこず、自分には将棋しかないのかなと両親に言ったとき、研修会退会ではなくこっそりと休会にしておいたから復帰は可能だと言われ、約1年のブランクを経て復帰した。
2015年度、第9期マイナビ女子オープンのチャレンジマッチで野田澤彩乃から2勝を挙げる快挙。5期ぶりの予選進出も果たし、8月1日の1回戦では相川春香に勝利。同日の2回戦では室谷由紀に敗れ、惜しくも本戦出場はならなかった。もし本戦出場を果たしていれば、関西研修会C1昇格を果たした時点で即女流2級（正式な女流棋士）になれることとなっていた。
2016年2月14日、関西研修会の例会1局目に勝ち、直近12局の成績を9勝3敗としてC1クラス昇級となり、19歳で女流棋士3級の資格を取得。資格申請書提出をもって、2016年2月22日付で女流3級となり、2年間で女流2級に昇級すると正式に女流棋士と認定されることとなった。
女流3級になってからの初対局は3月23日の第24期倉敷藤花戦1回戦で、室田伊緒に敗れて黒星スタートとなった。しかし、2016年4月27日、第38期女流王将戦の予選で船戸陽子、室田伊緒、竹部さゆりに3連勝して本戦トーナメント入りを果たし、女流棋士規定が定める女流1級昇級の条件を満たしたため、同日付で女流2級に昇級し正式な女流棋士となった。本戦トーナメント1回戦で、95手にて小野ゆかりアマに敗れた。

### 女流プロ入り後
2016年度、第6期女流王座戦で一次予選の2局を勝ち抜き、二次予選も勝ちあがり本戦出場を果たす。この成績により7月4日付で女流1級に昇級した。また、2016年度の年度成績を10勝7敗として「年度指し分け以上（7勝以上）」の昇段規定を満たし、2017年4月1日付で女流初段に昇段した。
2017年度、第7期女流王座戦で2期連続となる本戦入り。第11期マイナビ女子オープンでは自身初の公式戦準々決勝進出を果たした。第40期女流王将戦でも2期ぶりに本戦入りを果たした。
2021年9月27日、第15期マイナビ女子オープン本戦1回戦で姉・香奈と公式戦初対局、これは将棋界初の女流公式戦での姉妹対決でもあった。結果は99手で姉・香奈の勝利となった。
2022年3月29日、公式インスタグラムで結婚したことを報告した。改姓により「川又」（かわまた）姓となり、将棋界でも「川又咲紀」として活動することとなった。
2023年1月、「出産及び育児のため」に休場することを発表、2023年2月26日から2024年4月9日までの期間を休場した。休場に際しては、進行中であった第3期女流順位戦のD級4-8回戦の対局5局のうち最終局以外の4局を、休場発表から休場開始までの1か月弱の間に前倒しで行なった（最終8回戦は不戦敗）。
2024年4月12日、第4期女流順位戦（対井道千尋戦、D級1回戦の延期局）の対局で女流公式戦に復帰した。

## 棋風
振り飛車党。

## 人物
- 実姉の香奈も女流棋士であることから、中倉彰子・宏美姉妹、大庭美夏・美樹姉妹に続く3組目の姉妹女流棋士である[1]。
- 幼少時、父が怖かったため将棋が好きではなかったが、父から与えられた課題をクリアするとプリンやパフェがもらえたため将棋を続けた[12]。
- 研修会時代は地元の出雲から関西将棋会館までバスで通っていた。女流棋士になり、2017年に大阪で暮らし始めた[3]。
- 趣味はピアノ[1]。大阪に来てからは、将棋棋士や囲碁棋士とフットサルをして息抜きをしている[3]。
- 身長は167.5cm。体重は46.5kg。
- 2021年1月15日からYoutubeにて自身のチャンネル「さとみさき[13]」を開設。
- 大食漢であり、BSフジの番組内では寿司50貫とパフェをたいらげ[14]、Youtubeでは20分間でチーズケーキ1ホールと大盛りカップ焼きそばを完食した[13]。
- 食べることが大好きで、昼食を食べてる最中に晩御飯何を食べようかと考えている。
- 憧れの女性はローラ。

## 昇段履歴
研修会
- 2012年07月00日 - 関西研修会入会（E1クラス）[15]
- 2016年02月14日 - 関西研修会C1クラス昇級 = 女流3級の資格取得[15]

女流棋士
- 2016年02月22日 - 女流3級（関西研修会C1クラス昇級）[15]
- 2016年04月27日 - 女流2級（女流王将戦本戦入り） = プロ入り[16]
- 2016年07月04日 - 女流1級（女流王座戦本戦入り）[17]
- 2017年04月01日 - 女流初段（年度指し分け以上・7勝以上／2016年度10勝7敗、女流通算10勝8敗）[18][19]

## 主な成績

### 年度別成績
- 2024年度
  - 年度成績：22局 10勝12敗・勝率0.4545
  - 通算成績：159局 75勝84敗・勝率0.4716

## 出演
- 島根県警察　防犯啓発広告（鍵かけ啓発ポスター、2016年）[20]